# Michail Michailowitsch Tetjajew

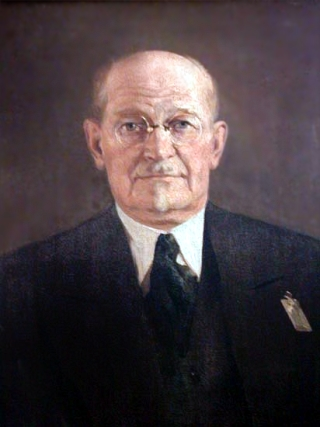
Michail Michailowitsch Tetjajew (1930)

Michail Michailowitsch Tetjajew (russisch Михаил Михайлович Тетяев; * 11. Septemberjul. / 23. September 1882greg. in Nischni Nowgorod; † 11. Oktober 1956 in Leningrad) war ein russisch-sowjetischer Geologe und Hochschullehrer.

## Leben
Tetjajew war der Sohn des Juristen Michail Alexandrowitsch Tetjajew, der 1894 nach Witebsk versetzt wurde, und besuchte dort das Gymnasium. 1900 begann er das Studium an der Universität St. Petersburg in der Naturwissenschaftlichen Abteilung der Physikalisch-Mathematischen Fakultät. Im Februar 1901 wurde er aufgrund eines Urteils der Sonderkonferenz des Volksbildungsministeriums wegen Beteiligung an der revolutionären Studentenbewegung der Universität verwiesen und zum Soldatendienst verurteilt. Im Herbst kehrte er zurück und wurde 1903 wieder der Universität verwiesen ohne das Recht auf ein erneutes Studium. Darauf studierte er an der Universität Lüttich in der Bergbau-Schule der Mechanik-Fakultät mit Abschluss 1911. Er verteidigte 1912 mit Erfolg seine Dissertation über die Formierung des europäischen Russlands im Paläozoikum.
Ab 1912 arbeitete Tetjajew als Geologe in dem Staatlichen Geologischen Komitee in St. Petersburg. Er entwickelte eine Klassifizierung der tektonischen Bewegungen entsprechend den Charakteristika der tektogenetischen Prozesse. Er hielt die vertikalen Bewegungen für ausschlaggebend für die Faltungen der Gesteinsschichten. Er entwickelte eine Geosynklinaltheorie. Er führte Regionaluntersuchungen im Baikal-Gebiet und in Transbaikalien durch, um das Asien-Konzept von Eduard Suess und Wladimir Afanassjewitsch Obrutschew zu widerlegen und die jüngere Vorstellung der Kaledonischen Orogenese zu unterstützen. Für andere Gebiete zog er die Alpidische Orogenese mit Bildung einer Tektonischen Decke in Betracht entsprechend den Vorstellungen Louis de Launays.
Nach der Oktoberrevolution lehrte Tetjajew ab 1918 in Petrograd am Geographischen Institut. Nach der Promotion zum Doktor der geologisch-mineralogischen Wissenschaften und Ernennung zum Professor lehrte Tetjajew ab 1930 am Bergbau-Institut Leningrad und an der Universität Leningrad.
Nach Auflösung des Geologischen Komitees 1930 und Gründung 1931 des Zentralen Forschungsinstituts für Geologische Prospektion (ZNIGRI) wurde Tetjajew 1932 dort Vizedirektor und 1934 Leiter des Kabinetts für Geotektonik. 1933 schlug er eine der ersten Zoneneinteilungen der UdSSR entsprechend der jeweiligen Orogenese vor. Tetjajews tektonisch-geomorphologische Vorstellungen waren die Basis der Tektonik-Schulen Wladimir Wladimirowitsch Beloussows und Sergei Sergejewitsch Schulz’. Gleichzeitig mit Walter Hermann Bucher und unabhängig von ihm entwickelte er die Pulsationshypothese für die geotektonische Entwicklung der Erde als Verallgemeinerung der Kontraktionstheorie und Expansionstheorie.
1934 absolvierte Tetjajew ein Studium an der Leningrader Marxismus-Leninismus-Universität.
Während des Deutsch-Sowjetischen Kriegs mit Leningrader Blockade war Tetjajew mit der Universität Leningrad evakuiert und arbeitete im Südural und in Tscheremchowo. Nach dem Krieg kehrte er nach Leningrad zurück.
Im Juni 1949 wurde Tetjajew aufgrund einer Denunziation der Prawda-Korrespondentin A. F. Schestakowa verhaftet im Zusammenhang mit dem Krasnojarsker Geologen-Prozess wie auch Alexei Alexandrowitsch Balandin, Jakow Samoilowitsch Edelstein, Iossif Fjodorowitsch Grigorjew, Alexander Grigorjewitsch Wologdin, Michail Petrowitsch Russakow, Wladimir Klimentjewitsch Kotulski, Wladimir Michailowitsch Kreiter, Lew Iossifowitsch Schamanski, Wjatscheslaw Wjatscheslawowitsch Bogazki, Alexander Jakowlewitsch Bulynnikow, Igor Wladimirowitsch Lutschizki, Jewgeni Ossipowitsch Pogrebizki, Boris Fjodorowitsch Speranski, Wenedikt Andrejewitsch Chachlow, Felix Nikolajewitsch Schachow und weitere Geologen.  Am 28. Oktober 1950 wurde Tetjajew von der Sonderkonferenz des NKWD nach Artikel 58 des Strafgesetzbuches der RSFSR wegen Sabotage bei der Suche nach Uranvorkommen in Sibirien zu 25 Jahren Lagerhaft verurteilt. Darauf arbeitete er in dem gefängnisartigen Technischen Sonderbüro OTB-1 in Krasnojarsk als Chefgeologe des in das Lagersystem eingegliederten Jenisseistroi und in dem zugehörigen Erz-Kombinat. Im Lager war er zusammen mit Wladimir Michailowitsch Kreiter, Michail Petrowitsch Russakow und  Alexander Jakowlewitsch Bulynnikow. Tetjajews in dieser Zeit verfassten Arbeiten über den Ostsajan wurden nach seinem Tode veröffentlicht. Nach Stalins Tod wurde Tetjajew am 31. März 1954 aufgrund fehlender Beweise für seine Verurteilung freigelassen und rehabilitiert.
1954 kehrte Tetjajew nach Leningrad zurück und lehrte wieder am Bergbau-Institut Leningrad.
Tetjajew war zweimal verheiratet und hatte zwei Söhne und eine Tochter.
Nach Tetjajew wurden die Dorsa Tetyaev auf dem Mond benannt.

## Ehrungen
- Leninorden (1948)